# Anastazy Jakub Pankiewicz

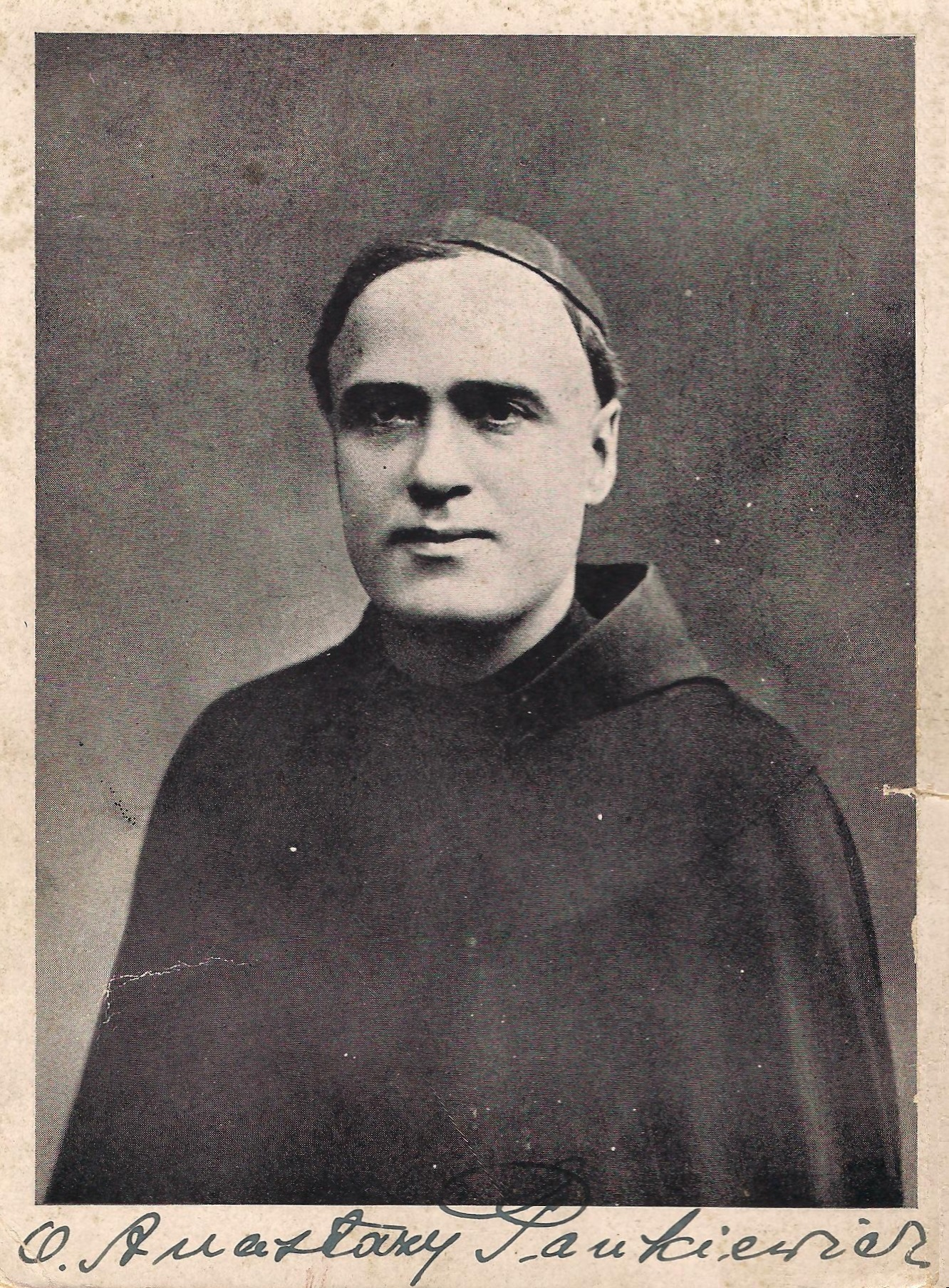
Anastazy Jakub Pankiewicz

Anastazy Jakub Pankiewicz OFM (* 9. Juli 1882 als Jakub Pankiewicz in Nagórzany, Polen; † vermutlich 20. Mai 1942 bei Linz, Österreich) war ein polnischer Franziskanerpater, der vom deutschen NS-Regime umgebracht wurde. Er wird  in der katholischen Kirche als Märtyrer und Seliger verehrt.

## Leben
Jakub Pankiewicz wuchs in einer kinderreichen Bauernfamilie im Dorf Nagórzany (Gemeinde Bukowsko) auf. Nach der Grundschule in seinem Heimatdorf besuchte er von 1896 bis 1899 die Gymnasien in Sanok und Lwiw (Lemberg).

### Franziskaner und Seelsorger
Im Alter von siebzehn Jahren trat Jakub dem Orden der Franziskanerobservanten (OFM) bei, am 2. Februar 1901 empfing er das erste Weihesakrament. Danach setzte er seine Ausbildung am Gymnasium von Przemyśl fort. Anschließend studierte er von 1902 bis 1904 Philosophie im Konvent des Heiligen Kasimir in Krakau, danach bis 1906 Theologie im Kloster des Heiligen Andreas in Lemberg.
Anlässlich seines Ordensgelübdes erhielt Jakub Pankiewicz 1904 den Namen „Anastasius“ (polnisch Anastazy). Nach seiner Priesterweihe am 1. Juli 1906 nahm  er seine Arbeit als Prediger und Beichtvater im Kloster von Wieliczka auf. Von 1908 bis 1911 hatte er das Amt des Novizenmeisters in Włocławek inne, anschließend wirkte er als Erzieher der Kleriker am Konvent des Heiligen Andreas in Lemberg, später als Kaplan bei den Bernhardiner-Schwestern in Krakau. Während des Ersten Weltkriegs betreute Pankiewicz als Militärseelsorger im Rang eines Kapitäns polnische Soldaten in Ungarn. Nach dem Krieg war er bis 1930 Prior am Kloster des Heiligen Bernhardin von Siena in Krakau.
Im Jahr 1930 erwarb Pankiewicz ein Grundstück in Łódź, um dort eine Schule, eine Kirche und ein Kloster zu errichten. 1932 entstand – mit finanzieller Unterstützung polnischer Gläubiger aus Kanada – das Kloster, dessen erster Prior er wurde. Im September 1936 nahm er drei Frauen in den Dritten Orden des Heiligen Franziskus auf und begründete damit den Orden der Antonius-Schwestern von Christus, dem König (polnisch: Siostry Antonianki od Chrystusa Króla). Ein Jahr später wurde ein weiteres großes Gebäude errichtet, in welches das neue Gymnasium des Heiligen Antonius einzog. Mit dem Beginn des Zweiten Weltkrieges und der Annexion der Region um Łódź durch das nationalsozialistische Deutschland wurde Pankiewicz die Möglichkeit genommen, die Schule weiterzuführen.

### Deportation und Tod

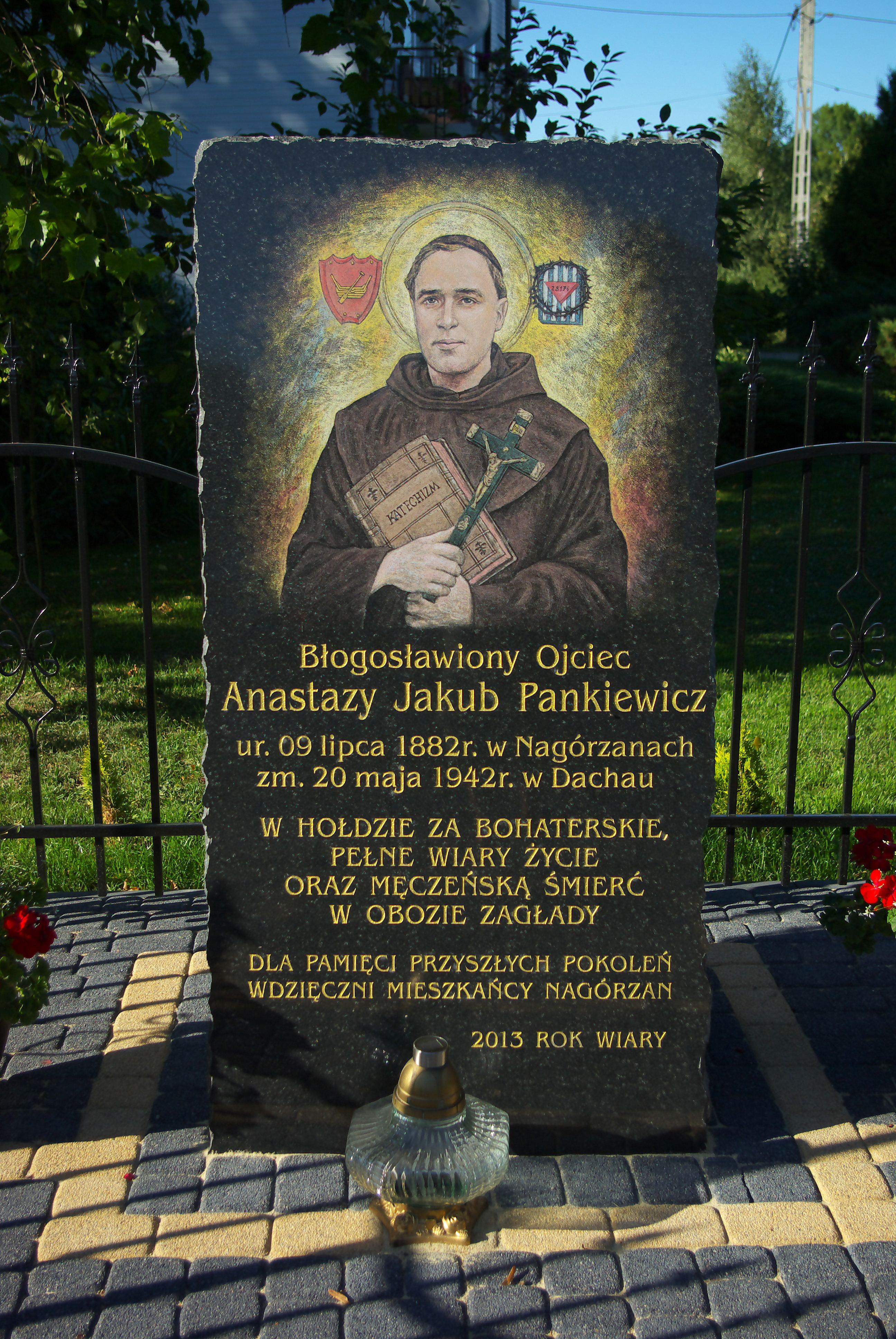
Gedenkstein in Nagórzany

Am 2. Februar 1940 musste Pankiewicz das Schulgebäude verlassen. Als die deutschen Besatzer die Kirche übernahmen, um sie als Scheune zu nutzen, fand er beim Leiter des örtlichen Friedhofs ein Obdach. Am 1. April 1940 wurde Pankiewicz festgenommen und im Untersuchungsgefängnis in Łódź inhaftiert, 17 Tage später wurde er wieder freigelassen. Am 6. Oktober 1941 wurde er erneut verhaftet und nach kurzer Unterbringung in einem Lager in Konstantynów in das KZ Dachau deportiert. Dort musste er den Habit endgültig ablegen und eine Baracke im Priesterblock beziehen.
Am 18. Mai 1942 wurde der inzwischen 60-jährige Pankiewicz, nachdem er als nicht mehr arbeitsfähig eingestuft worden war, für einen Invalidentransport in die Tötungsanstalt Hartheim selektiert, um dort vergast zu werden. Augenzeugenberichten zufolge geschah am 20. Mai 1942, dem Tag des Transportes, Folgendes: Als einer der letzten, die das bereits mit 60 Gefangenen beladene Transportfahrzeug besteigen mussten, streckte er die Hände aus, um einem Mitgefangenen zu helfen. Als die SS-Männer in diesem Moment die schwere Eisentür des Fahrzeugs zuschlugen, wurden ihm beide Hände abgetrennt. Vermutlich verblutete Pankiewicz während des Transports; sollte er die schweren Verletzungen überlebt haben, wäre davon auszugehen, dass er bei der Ankunft in Hartheim sofort vergast wurde. Aus diesem Grunde wird der 20. Mai 1942 als Todesdatum angenommen, andere Quellen nennen den 20. April 1942. Die Leichname der Ermordeten wurden im Krematorium des Lagers verbrannt, die Asche wurde in einem Grab vor der heutigen Gedenkstätte Schloss Hartheim bestattet.

## Gedenken und Seligsprechung
Anastazy Jakub Pankiewicz wurde als Märtyrer anerkannt und am 13. Juni 1999 zusammen mit 107 weiteren polnischen Märtyrern des deutschen Besatzungsregimes in Warschau von Papst Johannes Paul II. seliggesprochen. Als Gedenktag wurde der 20. April festgelegt.
In seinem Geburtsort Nagórzany erinnert ein Gedenkstein an Anastazy Jakub Pankiewicz.